# Duża Gwiazda

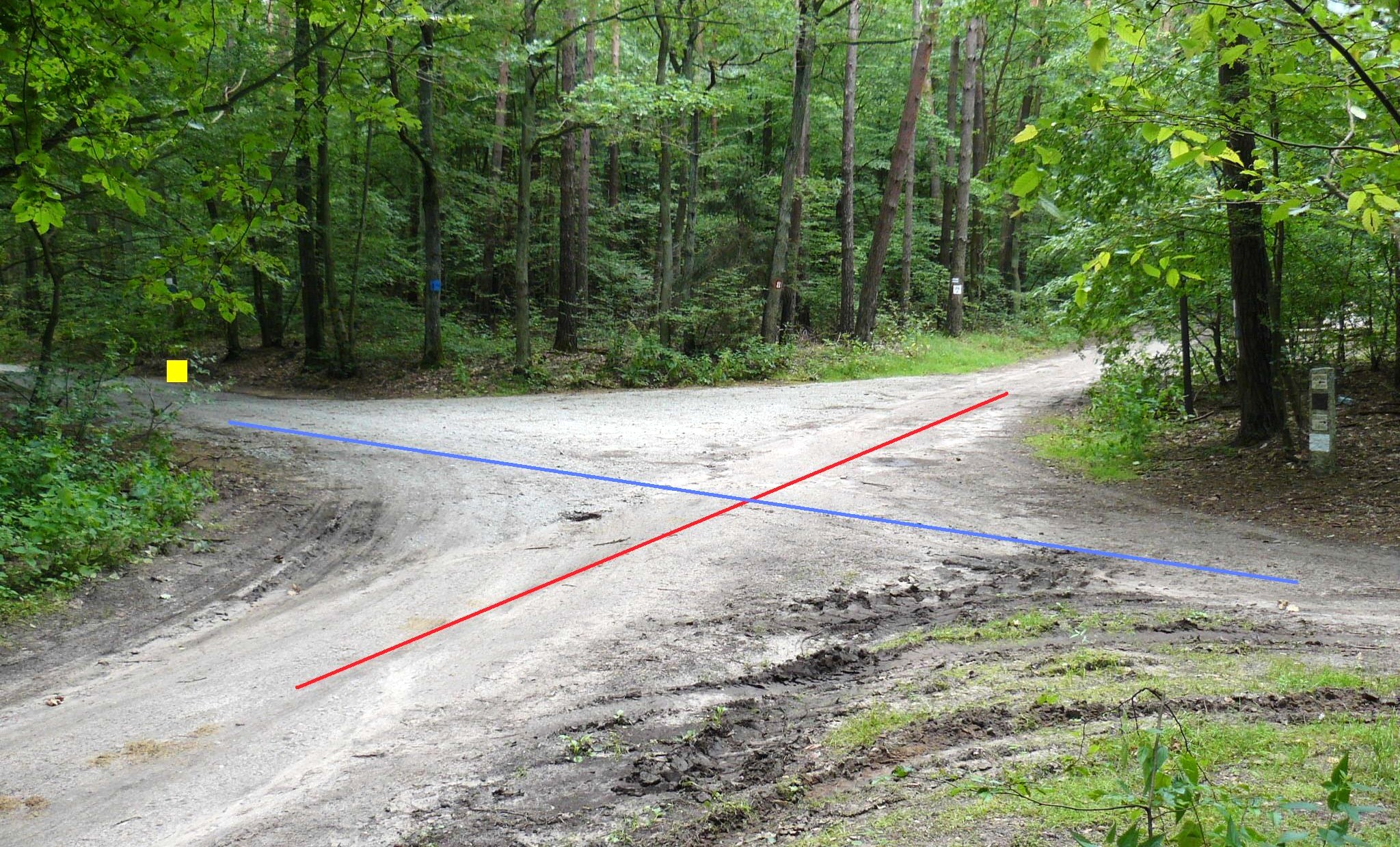
Duża Gwiazda (na czerwono zaznaczono Trakt Bednarski, na niebiesko Trakt Poznański, a żółtym kwadratem dojście Linii Bucka)

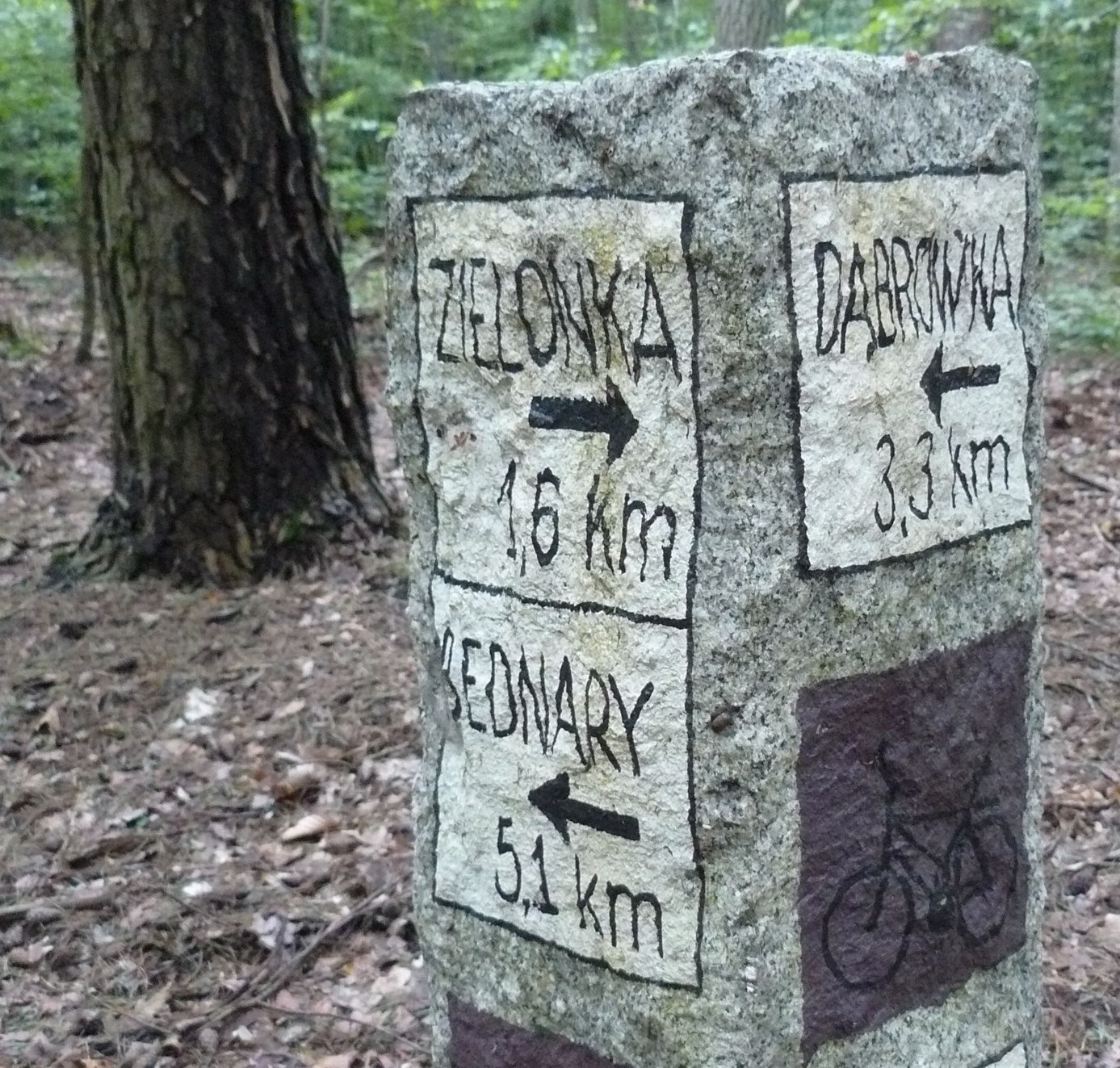
Charakterystyczny dla Puszczy Zielonki drogowskaz szlakowy przy Dużej Gwieździe

Duża Gwiazda – skrzyżowanie ośmiu traktów komunikacyjnych i dróg leśnych, zlokalizowane w środkowej części Puszczy Zielonka, około 1,6 km na wschód od wsi Zielonka.
Na Dużej Gwieździe krzyżują się m.in. historyczne puszczańskie trakty: Trakt Poznański i Trakt Bednarski (ten pierwszy był szlakiem pielgrzymkowym do sanktuarium w Dąbrówce Kościelnej). Dochodzą tu też: Linia Bucka i Kisówka. Nieco na wschód rozciągają się tereny rezerwatu Las Mieszany w Nadleśnictwie Łopuchówko. Duża Gwiazda jest węzłem szlaków rowerowych (Pierścień Rowerowy Dookoła Poznania, Duży Pierścień Rowerowy przez Puszczę Zielonkę i Międzynarodowy Szlak Rowerowy R-3).
Przy skrzyżowaniu ustawiony jest kamień pamiątkowy ku czci prof. Bogusława Fruzińskiego – współtwórcy Ośrodka Hodowli Zwierzyny Zielonka. Głaz posadowiono w ulubionym rewirze łowieckim profesora w dniu 3 listopada 2009, z inicjatywy współpracowników. Na kamieniu wyryty jest wizerunek głuszca z łacińskim napisem Facultas Silvae Culturae.